# Eterna (singolo)
Eterna è un singolo del gruppo musicale italiano Dear Jack, pubblicato il 16 marzo 2015 come secondo estratto dal secondo album in studio Domani è un altro film (seconda parte).

## Descrizione
Eterna, il cui testo parla delle follie fatte per amore, è stato composto da Kekko Silvestre, frontman dei Modà e produttore di Domani è un altro film (seconda parte), e che aveva già precedentemente collaborato con i Dear Jack producendo il loro primo album Domani è un altro film (prima parte).
Il singolo è presentato in anteprima al talent show italiano Amici di Maria De Filippi.

## Video musicale
Il 16 marzo 2015 è stato reso disponibile sul canale ufficiale YouTube della band il lyric video della canzone, con il testo in bianco che scorre accompagnato dalla musica e da foto dell'intero gruppo e di ogni singolo componente.
Il video ufficiale è stato pubblicato circa un mese dopo, il 15 aprile 2015. Diretto da Gaetano Morbioli, nella caratteristica Verona, con alcune scene nel Palazzo e giardino Giusti e nella Biblioteca civica, il video crea un'atmosfera studentesca, che quasi ricorda quella dei college inglesi. I Dear Jack si presentano per la prima volta in veste di attori, si vedono tra i banchi di scuola ad affrontare un esame. Protagonisti dell'intero video, con la loro musica e la loro complicità smorzano il contesto accademico dettato da regole e disciplina.